# Fuente Magna

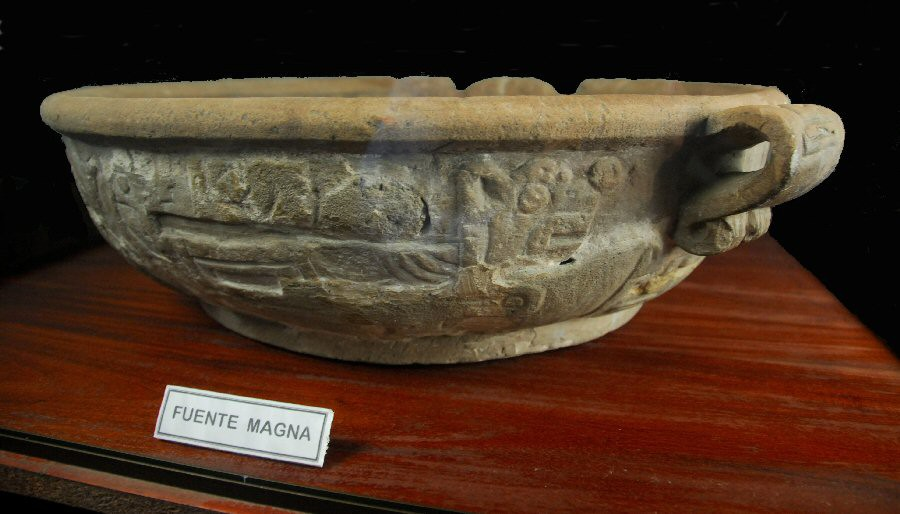
Fuente magna expuesta en un museo.

La Fuente Magna, también conocida como Vaso Fuente, es un recipiente de piedra de gran tamaño que fue descubierto en Bolivia a orillas del lago Titicaca por un agricultor local. Su filiación cultural y cronología es incierta, al igual del contexto donde fue hallado. El interior del cuenco se encuentra grabado en caracteres supuestamente cuneiformes sumerios, protosumerios. Luego de haber consultado arqueólogos de Estados Unidos, Alemania e Israel y en especial a James Ritter, un investigador suizo de cultura sumeria, se concluyó que los grabados no corresponden a escritura cuneiforme y fueron efectuados posteriormente a su hallazgo. Aparentemente son tan solo una burda imitación de sumerio. 
No hay ninguna forma de corroborar de donde salió (la hacienda en la que se dijo que se encontró, así como la supuesta familia dueña de dicha hacienda, de apellido "Manjón", parecen no existir ni haber existido, pues los investigadores no han encontrado el más mínimo rastro documental de sus nombres en ningún registro de propiedades de la zona) y el objeto en sí no ha sido examinado o fechado por ningún especialista cualificado, pues al tratarse de un objeto de piedra sin restos de materia orgánica, sin ninguna información de contexto o yacimiento, las pruebas objetivas sólo darían información sobre la formación geológica del mineral, no de cuándo fue tallado. Pero además el supuesto texto sumerio no tiene ningún sentido. Es como si alguien hubiera copiado los símbolos de alguna ilustración sin saber qué es arriba, qué es abajo o el sentido de la escritura. Algunos han intentado traducirlo, diciendo que es "proto sumerio", pero las traducciones carecen de sentido y son contradictorias en las diferentes versiones de esos supuestos expertos, a pesar de que el sumerio es un lenguaje bastante bien estudiado. El arqueólogo Fitzpatrick-Matthews dice: “Parece haber sido ejecutado por alguien que ha visto un texto cuneiforme y está intentando copiarlo en una superficie en la que no tiene habilidad para trabajar. Para decirlo sin rodeos, parece una falsificación ". 
Apoyándose en la comparación entre los símbolos cuneiformes conocidos y documentados, y los que se observan en la pieza que nos ocupa, se puede ver la discordancia entre ambos, claramente expuesta en una serie de tablas: "El intento de recrear la escritura cuneiforme es descuidado: las cuñas apuntan en la dirección incorrecta, la que parece que podría ser correcta está al revés; casi todos los signos no están en ninguna lista de signos o silabario conocido; y se mezclan signos no cuneiformes". 
Otros especialistas en el antiguo oriente medio, como el arqueólogo e historiador Alexander H. Joffe, han cuestionado también su autenticidad por la falta de pruebas y de rigor en las investigaciones que defendían su relación con los sumerios: "Hasta ahora no hay evidencia significativa de conexiones sumerias con el Nuevo Mundo, y el cuenco de Fuente Magna, al ser una falsificación poco convincente que se tambalea sobre un edificio de suposiciones infundadas, no ayuda al caso. Pero analizar cuidadosamente cómo y por qué este caso no logra persuadir es un ejercicio útil, precisamente por esas razones." 

## Descripción
Es una pieza grande, semejante a un vaso para libaciones, utilizado probablemente durante ceremonias religiosas. Fue encontrado en 1950 por un agricultor cerca de la localidad de Chua, cerca al lago Titicaca. Actualmente se encuentra en el Museo de metales preciosos "Museo de Oro"  de la calle Jaén, en La Paz, Bolivia.